# Euler-Gleichung des Konsums
Die Euler-Gleichung des Konsums beschreibt die optimale intertemporale Konsum-Allokation eines nutzenmaximierenden Haushalts. Die Gleichung ist u. a. ein Kernbestandteil optimaler Lösungen in makroökonomischen dynamischen Modellen. In der Gleichung soll eine positive Zeitpräferenz berücksichtigt werden (d. h. der Umstand, dass heutiger Konsum dem Konsum morgen vorgezogen wird).

## Situation
Ein repräsentativer Haushalt trifft seine Konsumentscheidung derart, dass er seine intertemporale Nutzenfunktion maximieren möchte. Insgesamt hat der Konsument beispielsweise eine sogenannte Wertfunktion die sich als Summe einzelner gewichteter Nutzenfunktionen ergibt. Dieses Problem könnte beispielsweise wie folgt aussehen:
{\displaystyle V_{t}=\sum _{s=0}^{\infty }\beta ^{s}U(C_{t,s})}
unter der Annahme eines positiven, aber  abnehmenden Grenznutzens ({\displaystyle U'(c)>0,U''(c)<0}). Außerdem gibt es einen Diskontfaktor {\displaystyle 0<\beta <{\frac {1}{1+\theta }}<1}. Der Diskontfaktor spiegelt eine positive Zeitpräferenz wider, d. h. der Konsum zu späteren Zeitpunkten soll den Individuen weniger wertvoll erscheinen als der Konsum in der aktuellen Periode. Des Weiteren soll folgende Budgetrestriktion eingehalten werden:
{\displaystyle \Delta a_{t+s+1}+c_{t+s}=x_{t+s}+r_{t+s}a_{t+s}}
wobei {\displaystyle t} für die jeweilige Periode steht und {\displaystyle s} ein Index ist. Außerdem sind {\displaystyle a_{t}} das Nettovermögen, {\displaystyle x_{t}} das Haushaltseinkommen und {\displaystyle r_{t}} der Zinssatz der für das Finanzvermögen gezahlt wird. Da dieses Problem Variablen in verschiedenen Perioden beinhaltet, kann es mit Methoden der dynamischen Programmierung gelöst werden. Es ist auch möglich, über Variationsrechnung bzw. über das Maximumprinzip von Pontrjagin zu einer Lösung zu gelangen. Da kein stochastisches Problem vorliegt, ist es auch möglich, das einfachere Verfahren der Lagrange-Multiplikatoren zu verwenden.

### Lösung und Interpretation im 2-Perioden-Fall

Lösung im 2-Perioden-Fall.

Betrachtet man zur Vereinfachung den Zwei-Perioden-Fall ({\displaystyle t=0,s=[0,1]}). Hier wird danach gefragt, um wie viel der Konsum in der nächsten Periode größer wird ({\displaystyle c_{t+1}}), wenn man den aktuellen Konsum ({\displaystyle c_{t}}) um einen kleinen Betrag ({\displaystyle dc_{t}}) reduziert, sodass der Gesamtwert ({\displaystyle V_{t}}) unverändert bleibt.
Die Euler-Gleichung in diesem Fall ergibt sich zu:
{\displaystyle \beta {\frac {U'(c_{2})}{U'(c_{1})}}(1+r_{2})=1}.
Es wurden weitere Vereinfachungen gemacht (Transversalitätsbedingungen) nach denen z. B. keine Vermögensübertragung vor der ersten Periode stattgefunden haben soll und auch nach der letzten Periode weder Vermögen noch Schulden bestehen soll. Auch kann der Zinssatz in beiden Perioden identisch sein.
In der nebenstehenden Grafik erkennt man die Lösung {\displaystyle c_{t}^{*},c_{t+1}^{*}} als Tangentialschnittpunkt der Werfunktion {\displaystyle V_{t}} und der intertemporalen Ressourcenbeschränkung. Die Achsenschnittpunkt dieser Ressourcenbeschränkung sind als maximale Konsumwerte pro Periode zu verstehen. Im Schnittpunkt mit der Abszisse ist {\displaystyle c_{t}} maximal, d. h., dass in der Folgeperiode {\displaystyle c_{t+1}} überhaupt nichts konsumiert würde, sondern das komplette zukünftige Einkommen schon jetzt ausgegeben wird (über Kreditaufnahme und -bezahlung in der nächsten Periode). Analog bedeutet der Ordinatenschnittpunkt eine Situation in der im ersten Jahr alles gespart würde, um dann in der zweiten Periode beide Einkommen und die Verzinsung zu konsumieren. Der Anstieg der Restriktionsgerade ist {\displaystyle -(1+r)} und damit unabhängig vom Einkommen. Eine Einkommenveränderung würde zu einer Parallelverschiebung der Geraden führen, eine Zinsänderung zu einer Drehung.

## Verwendung
Robert Ernest Hall entwarf ein Random-Walk-Modell des Konsums, indem er die Euler-Gleichung nutzt.